# Astragalus australis
Espèce
Classification APG III (2009)
Astragalus australis, l'Astragale austral, est une espèce de plantes à fleurs de la famille des Fabaceae. C'est une plante herbacée d’origine eurasiatique.

## Description
Cet astragale est une plante herbacée pérenne.

## Répartition et habitat
Elle pousse en Asie (Kazakhstan, Mongolie), en Europe (Allemagne, Autriche, Bulgarie, Espagne, ex-Yougoslavie, France, Italie, Pologne, Slovaquie, Roumanie, Suisse et Ukraine), et également en Amérique du Nord (Québec).

## Nomenclature et systématique
Cette espèce a reçu d'autres appellations, synonymes mais non valides :
- Astragalus gerardii (Vill.) Janka
- Astragalus helveticus (Hartmann) O. Schwarz
- Astragalus krajinae Domin
- Astragalus vaginatus sensu auct.
- Colutea australis (L.) Lam.
- Colutea glabra (Clarion) Poir.
- Phaca australis L.
- Phaca gerardii Vill.
- Phaca glabra Clarion
- Phaca halleri Vill.